# Chi Lá dương đỏ
Chi lá dương đỏ (xích dương diệp, eflora China) (danh pháp khoa học: Alniphyllum) là một chi thực vật có hoa có ba loài thuộc họ Styracaceae, bản địa của phía đông châu Á, từ Hoa Trung về phía nam tới Ấn Độ và Việt Nam.
Các loài thuộc chi này là các cây gỗ rụng lá có kích cỡ nhỏ tới trung bình cao từ 15 tới 30 m.

## Danh sách loài
- Alniphyllum eberhardtii Guillaum.
- Alniphyllum fortunei (Hemsl.) Makino
- Alniphyllum pterospermum Matsum.